# 死或生 多重维度
《生死格鬥 次元》是由Team Ninja製作，於2011年5月19日推出的格鬥遊戲，本作為生死格鬥系列中，首度登上任天堂公司主機平台的作品。它曾于2010年6月15日在E3展上以标题“Dead or Alive 3D”宣布。

## 遊戲特色
本作是生死格鬥系列的集大成作品，在「編年史模式」中將可以體驗生死格鬥到生死格鬥4的故事劇情，並含有多個未公開過的劇情畫面。活用了任天堂3DS的機能，除了搭載裸眼3D功能外，還利用了觸控螢幕顯示招式資訊、招式表，並可透過觸控來出招，另外還可透過WiFi連線功能進行網路對戰。可操作的角色也達到歷代最高的25人。除了「編年史模式」外，還有「大型電玩模式」、「3D相簿模式」、「協力對戰模式」等多個豐富的遊戲模式。

## 登場角色
- Kasumi（かすみ，霞）
- Ryu Hayabusa（リュウ・ハヤブサ，隼龍）
- Gen-Fu（ゲン・フー，玄風）
- Jann Lee（ジャン・リー，李強）
- Lei-Fang（レイ・ファン，麗鳳）
- Tina Armstrong（ティナ・アームストロング，蒂娜）
- Bayman（バイマン，拜曼）
- Zack（ザック，扎克）
- Ayane（あやね，綾音）
- Bass Armstrong（バース・アームストロング，巴斯）
- Ein（アイン，安）
- Helena（エレナ，艾蓮娜）
- Leon（レオン，里昂）
- Hitomi（ヒトミ，瞳）
- Hayate（ハヤテ，疾風）
- Brad Wong（ブラッド･ウォン，布萊德王）
- Christie（クリスティ，克麗絲蒂）
- Elliot（エリオット，艾略特）
- Kokoro（こころ，心）
- La-Mariposa（ラ・マリポーサ ，蝴蝶）／Lisa（リサ，麗莎）
- Raidou （ライドウ，雷道）
- Kasumi α（カスミα，霞α）
- Bankotsubo（万骨坊，萬骨坊）
- Genra（オメガ，幻羅）
- Alpha-152（アルファ・イチゴーニ）
- Shiden（紫電）（首度可操控的隱藏人物）

## 備註
1. ↑  . GamingUnion.net. 2011-03-24  [2011-03-24]. （原始内容存档于2011-04-19）.
2. ↑  Nintendo E3 Network | Nintendo 3DS 的存檔，存档日期2011-01-08.

## 外部連結
- （日語）生死格鬥：次元 官方網站 （页面存档备份，存于）
- （英文）生死格鬥：次元 官方網站 （页面存档备份，存于）
- （日語）社長が訊く《生死格鬥：次元》 （页面存档备份，存于）